# 101 Second Street
101 Second Street es una torre de oficinas ubicada en el distrito Sur de Market en San Francisco, California, en Mission Street. el 108 m (118,1 yd) el edificio fue terminado en 2000 y tiene 26 pisos con 36 000 m² para oficinas. Es conocido por su atrio de cuatro pisos revestido de vidrio que funciona como espacio público. Su pabellón de arte ha incluido encargos del pintor Charles Arnoldi y del escultor Larry Bell. En los días cálidos, se abre el edificio a pie de calle.

## Historia
Fue desarrollado por una sociedad de Cousins Properties Incorporated y Myers Development Company, junto con 55 Second Street. Ambas propiedades se vendieron a una filial de Hines Interests Limited Partnership en septiembre de 2004 por 282 millones de dólares, de los cuales 144 millones de dólares fueron para 101 Second Street. Hines vendió 101 Second Street a Invesco Real Estate por alrededor de 297 millones de dólares en enero de 2014.
En mayo de 2023, durante lo que el San Francisco Chronicle describió como "la peor crisis de desocupación de oficinas registrada en el centro de San Francisco", 101 Second Street tenía una tasa de desocupación del 21,1%. 